# Irma Thomas

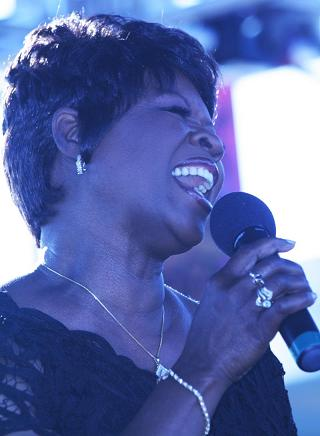
Irma Thomas 2008

Irma Thomas (* 18. Februar 1941 in Ponchatoula, Louisiana als Irma Lee) ist eine US-amerikanische Blues-, Soul- und Gospel-Sängerin. Sie gilt als die Soul Queen of New Orleans.

## Biografie
Irma Thomas wuchs in New Orleans auf und sang als Teenager in einem Gospel-Chor. Im Alter von 19 Jahren war sie bereits zum zweiten Mal verheiratet und Mutter von vier Kindern. Sie arbeitete zunächst als Kellnerin und erhielt 1960 ihren ersten Plattenvertrag. Ihre erste Single (You Can Have My Husband But) Don’t Mess With My Man erreichte Platz 22 der Billboard-Rhythm-and-Blues-Charts. Der hierauf folgenden Zusammenarbeit mit Allen Toussaint entstammen unter anderem die Titel Ruler of my Heart und It’s Raining. 1964 erreichte Wish Someone Would Care mit der Rückseite Break-a-Way Platz 17 der Billboard-Pop-Charts und wurde zur erfolgreichsten Single ihrer Karriere. In der Folgezeit blieben Irma Thomas größere kommerzielle Erfolge verwehrt und nach einer längeren Schaffenspause erfuhr ihre Karriere erst Ende der 1980er Jahre eine Wiederbelebung. Nachdem ihr Album Live! Simply the Best 1991 eine Grammy-Nominierung erreicht hatte, veröffentlichte sie unter anderem mehrere reine Gospel-Alben.
Der bisherige Höhepunkt ihrer Karriere war 2007 der Gewinn eines Grammy für das Album After the Rain in der Kategorie „Bestes zeitgenössisches Blues-Album“.
Der Hurrikan Katrina überschwemmte 2005 in New Orleans sowohl Irmas Privathaus als auch ihren Musik-Club Lions’s Den. 2008 veröffentlichte Irma Thomas das Album Simply Grand. Dabei wurde sie von zwölf bekannten Pianisten wie Dr. John, Randy Newman, Norah Jones und Henry Butler begleitet. Die Songs stammen unter anderem von John Fogerty (River Is Waiting), Burt Bacharach (What Can I Do), Norah Jones (Thinking about You) und Doc Pomus (Be you).

## Sonstiges
- 2009 wurde Irma Thomas in die Blues Hall of Fame aufgenommen.
- Cover-Versionen von Ruler of my Heart unter dem Titel Pain In My Heart erschienen 1964 von Otis Redding sowie 1965 von den Rolling Stones.
- Einen Monat nach Irma Thomas veröffentlichten auch die Rolling Stones im September 1964 eine Version von Pain In My Heart.
- It’s Raining ist in der Originalversion von Irma Thomas im Soundtrack des Jim-Jarmusch-Films Down By Law aus dem Jahre 1986 zu hören.
- Eine Cover-Version von Break-A-Way war 1983 ein internationaler Hit für Tracey Ullman.
- Der 1964 veröffentlichte Song Anyone Who Knows What Love Is (Will Understand) ist in mehreren Episoden der britischen Science-Fiction-Serie Black Mirror zu hören.

## Diskografie (Auswahl)
- 1964 Wish Someone Would Care
- 1964 Anyone Who Knows What Love Is (Will Understand)
- 1966 Take a Look
- 1973 In Between Tears
- 1978 Soul Queen of New Orleans
- 1979 Safe With Me
- 1986 The New Rules
- 1988 The Way I Feel (mit Herman Ernest)
- 1991 Live: Simply The Best
- 1992 True Believer
- 1993 Walk Around Heaven: New Orleans Gospel Soul
- 1996 Sweet Soul Queen Of New Orleans: The Irma Thomas Collection (Sampler mit Aufnahmen aus den 1960ern)
- 1997 The Story Of My Life
- 1998 Sing It! (mit Marcia Ball und Tracy Nelson)
- 2000 My Heart's In Memphis: The Songs Of Dan Penn
- 2006 After The Rain (Grammy 200 Best Contemporary Blues Album)
- 2008 Simply Grand